# 鈴木英俊
鈴木 英俊（すずき ひでとし、1962年9月3日 - ）は、日本のギタリスト、スタジオ・ミュージシャン。
東京都出身。東海大学工学部電子工学科中退。

## 人物
中学時代、ハワイアンやジャズが趣味の父親の影響でギターを始める。1984年頃からプロとしての活動を始める。プロのギタリストになるという話を父親にした際に、父親から「ジャズ人名辞典」という1500人程載っている本を出してきて「この中でギタリストとしてメシ食えてる人が何人いると思う？」と言われた後に「やりたいならやれ。3年でどうにかなるわけないんだから、やるんだったらずっとやれ」「ずっとギターだけ弾いていられると思うな。50歳、60歳になってギターだけ弾いてて仕事なんてあるわけないんだから、何か別の形で音楽に携わることも考えて置け」とも言われる。
1991年には角松敏生プロデュースのインストバンド“空と海と風と…”に参加。BMGビクターより2枚のアルバムをリリース。
これまでに角松を始め、ZARD、Every Little Thing、SMAP、浜崎あゆみ、大黒摩季、平松愛理、KinKi Kids、倖田來未、V6、今井絵理子、木山裕策、佐藤直紀、Kis-My-Ft2、miwa、斉藤さおり、三代目J Soul Brothers、Hey! Say! JUMPなど数多くのアーティストの作品にレコーディング参加。
さらに角松、中西圭三、Peabo Bryson、梁邦彦、中森明菜等のステージをサポートするなど、スタジオ・ミュージシャンとして活動中である。

## レコーディング参加
- Every Little Thing：「出逢った頃のように」、「Feel My Heart」、「For the Moment」
- 大黒摩季：「STOP MOTION」
- 角松敏生：「ALL LIFE IS PRECIOUS」、「Citylights Dandy」（アルバム）、「REBIRTH 1 〜re-make best〜」（アルバム） 、「THE MOMENT」（アルバム）、「SEA IS A LADY 2017」（アルバム）
- KinKi Kids：「Theme of KinKi Kids '00」、「Night + Flight」
- Kis-My-Ft2
- 小松未歩：「anybody's game」
- ZARD：「揺れる想い」、「TODAY IS ANOTHER DAY」（アルバム）、「ZARD BEST The Single Collection 〜軌跡〜」（アルバム）、「My Baby Grand 〜ぬくもりが欲しくて〜」、「運命のルーレット廻して」、「GOOD DAY」「この涙 星になれ」
- 西城秀樹：「MAD DOG」（アルバム）
- 佐藤直紀：「龍馬伝」（NHK大河ドラマ）、「るろうに剣心」（映画）、「暗殺教室」（映画）
- SMAP：「この瞬間、きっと夢じゃない」
- T-BOLAN：「T-BOLAN」（アルバム）
- 浜崎あゆみ：「Boys & Girls」、「LOVE〜Destiny〜」
- 前田亘輝：「GAMBLE」（アルバム）
- MANISH：「恋人と呼べないDistance」、「素顔のままKISSしよう」、「INDIVIDUAL」（アルバム）
- miwa「Delight」（アルバム）
- WANDS：「錆びついたマシンガンで今を撃ち抜こう」